# Fredrik Meyer
Fredrik Meyer (* 13. Februar 1916 in Oslo; † 16. Januar 1989 ebenda) war ein norwegischer Segler und Offizier.

## Erfolge
Fredrik Meyer, der für den Kongelig Norsk Seilforening segelte, nahm 1936 an den Olympischen Spielen in Berlin in der 6-Meter-Klasse teil. Er war Crewmitglied der Lully II unter Skipper Magnus Konow, die die im Olympiahafen Düsternbrook in Kiel stattfindende Regatta auf dem zweiten Platz beendete. Zwar gewann die Lully II drei der sieben Wettfahrten, wurde allerdings in der ersten Wettfahrt disqualifiziert und bekam für diese Wettfahrt dementsprechend keine Punkte. In der Gesamtwertung erreichte sie mit 66 Punkten einen Punkt weniger als die Olympiasieger aus Großbritannien auf der Lalage, Dritter wurden das schwedische Boot May Be mit 62 Punkten. Meyer und Konow erhielten somit wie die übrigen Crewmitglieder Vaadjuv Nyqvist, Alf Tveten und Konows Sohn Karsten Konow die Silbermedaille.
Während des Zweiten Weltkriegs entkam Meyer nach Little Norway in Kanada und diente bis Kriegsende als Pilot bei den norwegischen Luftstreitkräften. Von 1952 bis 1954 war er Aide-de-camp von König Haakon VII. und wurde 1953 zum Major befördert. Ab 1955 war er Sekretär des Sankt-Olav-Ordens, ehe er von 1971 bis 1978 als Kanzler schließlich Leiter des Ordenssekretariats war. Meyer selbst war Kommandeur des Ordens und erhielt außerdem die Ritterkreuze des isländischen Falkenordens, des niederländischen Hausordens von Oranien, des schwedischen Schwertordens und des Ordens des Sterns von Äthiopien.